# Amblydromalus higuilloae
Amblydromalus higuilloae är en spindeldjursart som först beskrevs av Denmark och Muma 1975.  Amblydromalus higuilloae ingår i släktet Amblydromalus och familjen Phytoseiidae. Inga underarter finns listade i Catalogue of Life.